# Pero subangulosa
Pero subangulosa là một loài bướm đêm trong họ Geometridae.